# Gobioides peruanus
Gobioides peruanus es una especie de peces de la familia de los Gobiidae en el orden de los Perciformes.

## Morfología
Los machos pueden llegar a alcanzar los 45 cm de longitud total.
Número de vértebras: 27.

## Hábitat
Es un pez de clima tropical (22 °C-28 °C).

## Distribución geográfica
Se encuentra en el Pacífico oriental: desde el sur de México hasta el norte del Perú. 